# The Magic Of The Night
The Magic Of The Night es un álbum recopilatorio navideño de la cantante irlandesa Enya, fue publicado en 2012.
Reúne los mejores éxitos navideños de Enya, desde su primera interpretación navideña de Noche de paz en su versión gaélica como Oíche Chiún (Silent Night) hasta su festiva composición en White Is In The Winter Night en 2008.
Se destaca este disco por contener en su primera pista un mensaje navideño por Enya deseando a sus oyentes una feliz navidad. Este mensaje fue grabado después de su grabación del videoclip del tema Oíche Chiún en 1989. Este mensaje también fue grabado en video luego de dicha filmación. Además incluye el tema Miraculum que, inicialmente, se concebía como una grabación para su distribución en forma digital, pero en 2012 se incluyó en ésta compilación.

## Lista de temas
| The Magic Of The Night |                                 |                                        |          |  |
| N.º                    | Título                          | Álbum Original                         | Duración |  |
| 1.                     | «Christmas Message From Enya»   | Season's Greetings From Enya           | 0:07     |  |
| 2.                     | «The Magic Of The Night»        | Amarantine · Special Christmas Edition | 3:32     |  |
| 3.                     | «The Spirit Of Christmas Past»  | And Winter Came...                     | 4:18     |  |
| 4.                     | «Christmas Secret»              | Amarantine · Special Christmas Edition | 3:46     |  |
| 5.                     | «We Wish You a Merry Christmas» | Amarantine · Special Christmas Edition | 3:42     |  |
| 6.                     | «Oíche Chiúin (Chorale)»        | And Winter Came...                     | 3:49     |  |
| 7.                     | «One Toy Soldier»               | And Winter Came...                     | 3:54     |  |
| 8.                     | «Adeste, Fideles»               | Amarantine · Special Christmas Edition | 3:59     |  |
| 9.                     | «Miraculum»                     | And Winter Came...                     | 3:54     |  |
| 10.                    | «O Come, O Come, Emmanuel»      | And Winter Came...                     | 3:40     |  |
| 11.                    | «White Is in the Winter Night»  | And Winter Came...                     | 3:00     |  |
| 12.                    | «Journey Of The Angels»         | And Winter Came...                     | 4:47     |  |
| 42:34                  |                                 |                                        |          |  |

### Bonus Track (Deluxe Edition)
| The Magic Of The Night |                              |                           |          |  |
| N.º                    | Título                       | Álbum Original            | Duración |  |
| 13.                    | «Oíche Chiún (Silent Night)» | Evening Falls.../6 Tracks | 3:47     |  |
| 46:21                  |                              |                           |          |  |